# 北朝鮮のジャガイモ生産

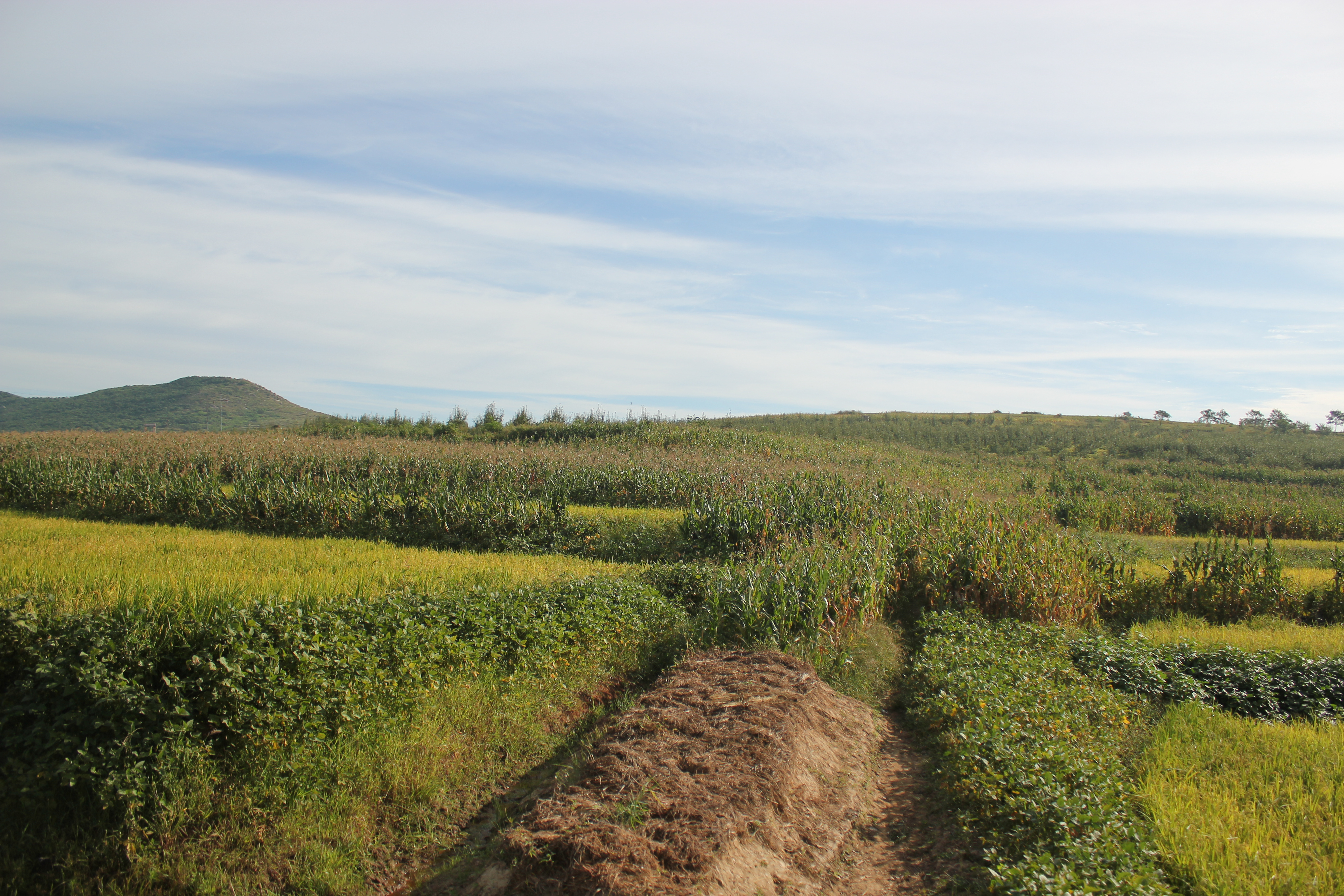
北朝鮮の南浦近郊にあるジャガイモ塚。

北朝鮮では、ジャガイモの栽培が国民の生活にとって重要な位置を占めている。この作物は1800年代初頭に北朝鮮に導入された。1990年代の飢饉以降、ジャガイモ革命が起こった。10年間で北朝鮮のジャガイモ栽培面積は4倍の200,000ヘクタールになり、一人当たりの消費量は年間16～60キログラム（35～132ポンド）に増加した。

## 歴史
北朝鮮におけるジャガイモの栽培は、19世紀初頭に発展したものであり（おそらく中国から導入された）、1990年代までは、作物の病気、厳しい気象条件、貧弱な貯蔵施設、近代化の欠如の影響を受け、収量が減少していた。 日本が朝鮮を統治していた1910年から1945年まで、ジャガイモは朝鮮の主食作物であった。特に第二次世界大戦中は、米が日本に輸出されていたため、ジャガイモが主要な糧食作物であった。1952年から1953年にかけて起きたジャガイモ中毒事件では、腐ったジャガイモの摂取によって少なくとも322人の北朝鮮人が被害を受けた。 このうち52人が入院し、22人が死亡した。金日成は統治中、農民は米やトウモロコシなどの他の作物に集中するよう命じた。
1997年の最高人民会議法令は、ジャガイモを含むすべての作物の生産量を増やそうとした。しかし、それまでにジャガイモ栽培に関する技術的な知識はほとんど失われており、ジャガイモ料理を作れる人はほとんどいなかった。1999年、金正日によって「ジャガイモ革命」が開始されると、ジャガイモは重要な作物とみなされるようになった。北朝鮮は、少数の人道支援団体からジャガイモ生産の援助を受けた。
1990年代後半、スウェーデンのペンテコステ派組織Pingstmissionens Utvecklingssamarbete（PMU）が種イモの栽培を開始して以来、外国の援助団体が種イモの栽培を支援するプログラムを開始した。スウェーデンの北朝鮮大使がPMUに助けを求めたのは1996年のことだった。なぜキリスト教の団体を頼ったのかという質問に対して、彼は「クリスチャンはたいてい助けてくれる」と答えた。2000年に最初の水耕栽培種芋農場が平壌に設立され、その後、他の場所に3つの農場が追加された。北朝鮮の農業科学院、ワールド・ビジョン、そして韓国経済協力団（KNECA）に取って代わられたアジア太平洋平和委員会とともに、2007年に5番目の水耕栽培種イモ農場が太鳳丹郡に設立され、ジャガイモの生産品質が50％向上することが期待された。  同年、研究者の崔基南、韓元植、閔京南は、ジャガイモ栽培を研究するためにフィンランドを訪れた。
ジャガイモの生産は、2008年に4カ年計画で政府と国連食糧農業機関（FAO）の注目を集めた。その中には、国内外の研究機関が開発した近代的な方法を導入するための350万ドルの注入も含まれている。このプログラムは、ジャガイモ生産地域の気候条件に基づくもので、重要な事業であった。試験済みの早生品種であるFavoritaとZhongshu No 3の導入が南部地域に、Zihuabaiの導入が南部と北部の高地地域に計画され、これにより生産レベルを約50％向上させることができ、予想総収量は165,000トンであった。
さらに、より多くの土地で改良品種が栽培されることになった。
その他に採用された技術革新には、種子認証基準の導入、国際ポテトセンターの遺伝子バンクへの農民のアクセス提供、植物種子からのトゥルーポテトシード（TPS）の導入、種塊茎の作物病害の「持ち越し」を減らすための農民への教育などがある。種子塊茎の作物病害の「持ち越し」を減らすための、植物種子からのTPS（True Potato Seed）の導入、畑学校での農民の教育などである。 FAOとは別に、スイス開発援助財団（Swissaid）も、ジャガイモ種子の品質向上、害虫と闘う農業技術、肥料の適切な使用、より良い倉庫管理、ジャガイモ種子生産の農民研修に関する活動を支援してきた。

## 生産
2006年のジャガイモ耕作地は188,388ヘクタール（465,520エーカー）、総生産量は470,451メトリックトン（463,021ロングトン、518,583ショートトン）で、平均収量レベルは9. 平均収量は春作が9.3トン／ヘクタール、夏作が10.7トン／ヘクタールであった。チョンジン6号、ヨルマエジョセンおよびその亜種の導入により、収量は100～160％増加した。
翌年のジャガイモ作付面積は8,732,961ヘクタール（1960年は36,000ヘクタール）、生産量は1,900,000メトリックトン（1,900,000ロングトン； 2,100,000ショートトン）、平均収量は10トン／ヘクタールであった。2007年のジャガイモ生産量はアジアで10位であった。「ジャガイモ農業革命」の一環として、生育期間が短いという利点を生かして、低投入のジャガイモ・コメ作付体系（間作）も導入され、その結果、1ヘクタール当たりのジャガイモとコメの収量は32トンに達した。

## 栄養学
北朝鮮を含む125カ国以上で栽培されているジャガイモは、栄養価の高い根菜類である。中くらいの大きさのジャガイモ1個に、成人が1日に必要とするビタミンCの50％が含まれている。茹でると、タンパク質含有量はトウモロコシを上回り、カルシウム含有量は2倍になると報告されている。

## 料理法
米は北朝鮮の主要農産物である。 ジャガイモは二級食品とみなされていたが、農村部では米に代わって主食となっている。その普及において、金正日は代表的な十字軍と見なされている。
ジャガイモのスープであるカムジャグクは、ジャガイモと鶏ガラや牛肉で作るポピュラーな料理である。 ジャガイモで作った麺（ククス、국수）も、穀物で作った麺と並んで人気がある。ジャガイモの粉にネギ、ニラ、唐辛子を混ぜたジャガイモ餅もポピュラーな料理である。これを揚げて食べるのがカムジャ・プッチムである。もう一つの料理、カムジャ・スジェビ（kamja sujebi）は、スープに使うジャガイモ粉の団子である。